# تار شارلوت (فیلم ۲۰۰۶)
تار شارلوت (انگلیسی: Charlotte's Web) فیلمی به کارگردانی گری وینیک است که در سال ۲۰۰۶ منتشر شد.

## بازیگران
- داکوتا فانینگ
- بیوهانکز بریجز
- جولیا رابرتس
- استیو بوشمی
- سدریک اینترتینر
- جان کلیز
- اپرا وینفری
- توماس هادن چرچ
- ریبا مک‌اینتایر
- کتی بیتس
- رابرت ردفورد
- دامینیک اسکات کی
- سام شپارد